# Gentil (motorfiets)
Gentil is een Frans historisch merk van motorfietsen.
De bedrijfsnaam was: Ets. Gentil, Nueilly, later Gentil & Cie, Courbevoie, Seine
Deze firma bouwde van 1903 tot 1905 fietsen met horizontale hulpmotor. Later kwam het merk opnieuw op de markt met V-twins en lichte 98cc-motorfietsen. Mogelijk is er een verband met het merk Alcyon dat door Edmund Gentil in 1902 was opgericht en eveneens gevestigd was in Courbevoie.